# クドゥル・マブク
クドゥル・マブク（Kudur mabuk、生年未詳 - 紀元前1815年頃）は、古代メソポタミアのアムル人の族長。ただし彼の名前はエラム系であると推測され、彼がアムルの父を名乗った経緯はよくわかっていない。自分の息子を次々とラルサの王位に付けて南部メソポタミアの支配権を握った。

## 来歴
エラム地方の王の一人であったといわれている。彼は紀元前1835年頃、ラルサを攻撃してその王ツィリ・アダドを追放し、自分の息子であるワラド・シンをラルサ王とした。この頃から「アムルの父」、「エムトゥバルの父」と称しはじめる。
彼はニップル市などに圧力をかけて、ワラド・シンが正当なラルサ王であることを認めさせ、南部メソポタミアの実質的な支配者となっていった。紀元前1823年頃、ワラド・シンが死去すると、続いてもう一人の息子、リム・シン1世をラルサ王位に付けてその支配力を維持した。
紀元前1815年頃まで、実質的な支配者として君臨した。死後、息子のリム・シン1世はラルサを大国の一つに仕立て上げるもバビロンとの戦いに敗れてその支配権は失われた。